# Ozhakeran
Ozhakeran är en ort i Azerbajdzjan.   Den ligger i distriktet Astara Rayonu, i den sydöstra delen av landet, 230 km söder om huvudstaden Baku. Ozhakeran ligger 29 meter över havet och antalet invånare är 1 750.
Terrängen runt Ozhakeran är kuperad åt nordväst, men åt sydost är den platt. Närmaste större samhälle är Archivan, 6,1 km sydost om Ozhakeran.
I omgivningarna runt Ozhakeran växer huvudsakligen savannskog. Runt Ozhakeran är det ganska tätbefolkat, med 192 invånare per kvadratkilometer.